# Svanviks säteri
Svanviks säteri var ett säteri i Stala socken i Orusts kommun. Säteriet låg 3 kilometer från Varekil, i  Västra Götalands län.
Gården nämndes första gången 1390 i biskop Eysteins jordebok ("Den røde bog") och senare i ett norskt diplom daterat den 17 februari 1514. Svanvik låg länge som hemman under sätesgården Rossön tillhörande adelsätten Green av Rossö. Efter att Bohus län övergått till Sverige överlämnade Olof Reersson Green av Rossö en jordebok den 3 april 1661 till den svenska kronan med uppgift om att släktgårdarna Svanevik och Bråttkärr stod i pant hos Margareta Huitfeldt. 
Olof Reerssons efterlevande äldre son Reer sålde 1670 godset Rossö med underliggande gårdar till den tyskfödde lagmannen i Bohus län  Alexander Cock. Säterifriheten överflyttades den 5 maj 1691 till Svanvik,. Godset har därefter tillhört kronofogden Peter Tillroth (1659-1726), år 1716 adlad Göthenstierna till Svanvik , kapten Hård av Segeerstad, Lars Billström och kronobefallningsmannen Johan Fredrik Hellberg (1789-1866). Hellberg författade även boken "Försök till Beskrifning öfwer Orousts och Tjörns Häraders Fögderier uti Götheborgs- och Bohus-Län", utgiven 1824. 
På 1800-talet var egendomen klassad som ett frälse-säteri utgörande 1 mantal. Säteriet räknades bland de bättre i orten och hade 153 tunnland åker, äng och odlingsmark samt 287 tunnland skog och var 1863 taxerat till 32 000 riksdaler riksmynt i bevillning.